# Virgichneumon subcyaneus
Virgichneumon subcyaneus är en stekelart som först beskrevs av Ezra Townsend Cresson 1864.
Virgichneumon subcyaneus ingår i släktet Virgichneumon och familjen brokparasitsteklar. Inga underarter finns listade i Catalogue of Life.